# Tuvalu
Tuvalu ([tuˈvaːlu], vollständig tuvaluisch Fakavae Aliki-Malo i Tuvalu ‚Konstitutionelle Monarchie Tuvalu‘; bis zur Unabhängigkeit 1978 Ellice Islands) ist ein Inselstaat im Pazifischen Ozean. Er ist als parlamentarische Monarchie mit Charles III. als König organisiert und Mitglied des Commonwealth of Nations. Hauptstadt ist das Atoll Funafuti und Regierungssitz das auf diesem Atoll gelegene Dorf Vaiaku. Tuvalu hat etwa 10.500 Einwohner und ist damit nach Einwohnerzahl einer der kleinsten Staaten der Erde.

## Geographie

### Territorium
Tuvalu liegt im Südwesten des Pazifischen Ozeans, östlich von Papua-Neuguinea und nördlich von Neuseeland. Zu den umliegenden Inselstaaten gehören die Salomonen, Nauru, Kiribati, Tokelau, Samoa, Wallis und Futuna, Fidschi und Vanuatu. Mit einer Fläche von 25,66 km² ist Tuvalu nach der Vatikanstadt mit 0,44 km², Monaco mit 2,02 km² und Nauru mit 21,10 km² der viertkleinste Staat der Welt.

### Geologie und Geomorphologie
Funafuti, Nanumea, Nui, Nukufetau, Nukulaelae und Vaitupu sind Atolle, ringförmige Korallenriffe mit zum Teil winzigen Riffinseln, die eine Lagune umschließen, deren Fläche außer im Fall von Vaitupu wesentlich größer als die jeweilige Landfläche ist. Auf Nanumea gibt es sogar einen Süßwasserteich, was für Atolle extrem selten ist. Vaitupu besitzt zwei Lagunen, die nahezu vollständig von Land umgeben sind und nur durch enge Kanäle Verbindung mit dem Meer haben. Die übrigen Inseln Nanumanga, Niutao und Niulakita sind ebenfalls Atolle, jedoch mit kleineren und abgeschlossenen Lagunen, also reinen Binnengewässern ohne Verbindung zum Meer.
Die Inseln liegen großteils nur wenige Meter über dem Meeresspiegel. Da der Meeresspiegel aufgrund der globalen Erwärmung ansteigt, wird befürchtet, dass die Inseln in absehbarer Zeit überschwemmt werden. Die Regierung versuchte bereits, mit dieser Begründung für ihre Bevölkerung in Neuseeland und Australien Asyl zu beantragen. Ursprünglich sollten etwa 300 Menschen pro Jahr auswandern (rund 4.000 Bürger Tuvalus leben bereits in Neuseeland). Neuseeland und Australien lehnten dies ab. Im Jahr 2014 berücksichtigte das Einwanderungstribunal Neuseelands jedoch zum ersten Mal die Folgen des Klimawandels in einem Verfahren, in dem einer vierköpfigen Familie aus Tuvalu Asyl gewährt wurde.
Auswertungen von aktuellen Satellitenbildern zufolge wurden die Inseln beziehungsweise die zugehörigen Korallenriffe in den letzten 60 Jahren größer. Demnach wird das Ansteigen des Meeresspiegels derzeit durch Anspülungen und Sedimentierung mehr als ausgeglichen, obwohl für den zunehmenden Straßen- und Hochbau einige Strände als Sandgruben genutzt werden. Allerdings ist ungewiss, ob die Sedimentationsrate auch mit dem beschleunigten Meeresspiegelanstieg – um 18 bis 59 cm, wie er im Jahr 2007 fürs Jahr 2100 prognostiziert wurde – mithalten kann. Zudem wird die Form der Inseln verändert; während an einigen Stellen Land verloren geht, wachsen die Inseln an anderen. Dies stellt nach Naomi Biribo eine große Herausforderung dar. Weiter sind auch Maßnahmen gegen Überschwemmungen aufgrund von Seebeben und Wirbelstürmen notwendig.

### Klima
Auf allen Inseln herrscht tropisches, heißes Klima mit einer Durchschnittstemperatur von 30 Grad Celsius. Die Regenfälle sind heftig und setzen meist zwischen November und Februar ein.
Tuvalu leidet unter Wirbelstürmen: Im Jahre 1997 wurden durch Wirbelstürme große Teile der Vegetation zunichtegemacht. In den Jahren 2014 und 2015 waren es 18 Zyklone.
Im Oktober 2011 hat Salzwasserintrusion, verbunden mit einer ungewöhnlichen Dürreperiode, zu Trinkwassermangel geführt. In Tuvalu wird Regenwasser von Dächern gesammelt, auch dadurch füllt sich das Grundwasser weniger auf. Helfen sollen auch Meerwasserentsalzungsanlagen.

## Bevölkerung
Tuvalu hat 10.507 Einwohner (Stand 2017). Etwa 97 Prozent der Bevölkerung sind Polynesier, die anderen drei Prozent sind Mikronesier.
Von der Bevölkerung Tuvalus sind 32 Prozent bis 14 Jahre und 58,5 Prozent 15 bis 59 Jahre alt. Lediglich 9,5 Prozent der Einwohner haben ein Alter von 60 Jahren oder darüber. Die Bevölkerung ist zwischen 2012 und 2017 um 0,3 Prozent pro Jahr geschrumpft.
Die Sterberate lag im Jahr 2015 bei 8,7 pro 1000 Einwohner, die Geburtenrate bei 23,7 pro 1000 Einwohner bei einer Säuglingssterblichkeit von 3 %. Im Jahr 2015 betrug die Lebenserwartung der Bevölkerung 66 Jahre (Männer: 64 Jahre, Frauen: 68 Jahre).
| Jahr                                                            | Einwohner1) | Jahr | Einwohner1) | Jahr | Einwohner1) |
| --------------------------------------------------------------- | ----------- | ---- | ----------- | ---- | ----------- |
| 1921                                                            | 03.457      | 1968 | 05.782      | 2002 | 09.359      |
| 1931                                                            | 03.994      | 1973 | 05.887      | 2012 | 10.640      |
| 1947                                                            | 04.487      | 1979 | 07.349      | 2017 | 10.507      |
| 1963                                                            | 05.444      | 1991 | 08.781      |      |             |
| 1) bis 1979: enumerated population ab 1991: resident population |             |      |             |      |             |

### Sprachen, Staatsname
Amtssprachen sind Tuvaluisch und Englisch, die beide auf allen Inseln vertreten sind. Zusätzlich werden auch Samoanisch sowie auf dem Nui-Atoll Kiribati (Gilbertesisch) gesprochen.
Das Tuvaluische ist eine polynesische Sprache, die in verschiedenen Inseldialekten gesprochen wird und keine einheitliche Schriftform kennt. Das Englische wurde durch die britische Kolonisierung auf die Inseln gebracht.
Tuvalu bedeutet auf Tuvaluisch „acht zusammengehörend“, in Bezug auf die acht Inseln, aus denen Tuvalu geographisch besteht. Nach dem Beitritt von Niulakita zum Inselverband in den 1950ern war der Name nicht mehr stimmig. Daher gab es des Öfteren die Diskussion, das Land umzubenennen in „Tuiva“, wobei „iva“ für neun steht.

### Religionen

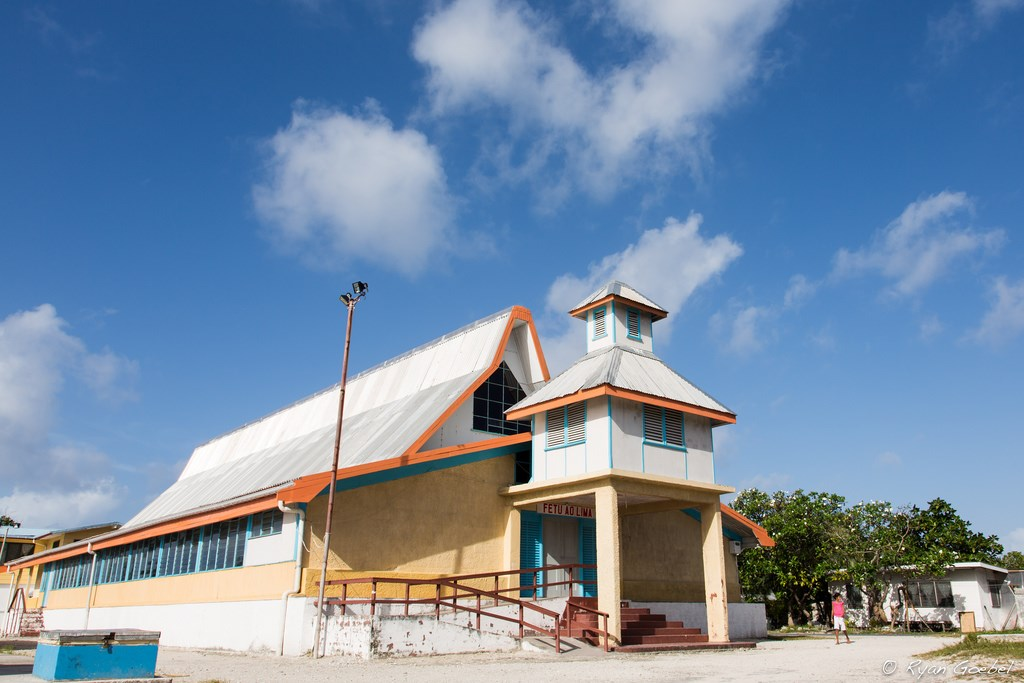
Fētu'ao Lima (Fetu Ao Lima oder Morning Star Church) der Ekalesia Kelisiano Tuvalu in Fongafale auf dem Atoll Funafuti

Staatskirche in Tuvalu ist per Gesetz die Ekalesia Kelisiano Tuvalu, die in kongregationalistischer Tradition steht und seit 1968 unabhängig ist. Ihr gehören rund 86 Prozent der Bevölkerung an. Kleine religiöse Minderheiten bilden die Brethren (2,8 Prozent), Siebenten-Tags-Adventisten (2,5 Prozent), Bahai (1,5 Prozent), Zeugen Jehovas (1,5 Prozent), Angehörige der Assemblies of God (1,5 Prozent), Mormonen (0,9 Prozent) und Katholiken (0,5 Prozent).

## Geschichte
Sprachforscher halten eine Besiedlung vor etwa 2000 Jahren für wahrscheinlich, die vor allem von den Inseln Tokelau und Samoa aus durch Polynesier erfolgte.
Der erste europäische Entdecker war Álvaro de Mendaña de Neyra aus Spanien. Er segelte 1567/68 westwärts über den Pazifik, sichtete die Insel Nui und nannte sie damals Isla de Jesús. In der Folgezeit wurden die Inseln von Tuvalu eher zufällig entdeckt und nicht weiter von ihren Entdeckern beachtet. 1819 entdeckte der US-Amerikaner Arent de Peyster, Kapitän eines britischen Handelsschiffes, die Insel Funafuti und nannte sie Ellice Island, zu Ehren des Kaufmanns und Besitzers der Fracht Edward Ellice. Später fand die Bezeichnung Ellice Islands Gebrauch für die gesamte Inselkette.

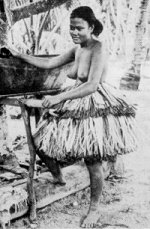
Frau aus Tuvalu 1894

In den folgenden Jahrzehnten kamen immer mehr Europäer nach Tuvalu, hauptsächlich wegen des Walfangs und des Sklavenhandels. In den 1860er-Jahren deportierte man 400 Menschen von Tuvalu als Arbeiter nach Peru. Andere wurden auf Plantagen der umliegenden Inseln verbracht. Viele Einwohner starben auch an eingeschleppten Krankheiten.
1861 begann die Christianisierung mit dem ersten Missionar auf den Inseln. Die deutsche Firma J. C. Godeffroy & Sohn aus Hamburg knüpfte die ersten Handelsbeziehungen mit den Einwohnern. 1877 kam Tuvalu unter dem damaligen Namen Ellice Islands unter britische Verwaltung und wurde 1892 Teil des britischen Protektorates der Gilbert and Ellice Islands. 1915 wurden die Inseln offiziell eine Kolonie des Britischen Empires.
Im Zweiten Weltkrieg eroberten die Japaner den Pazifik bis nach Kiribati; auf Tuvalu landeten allerdings die US-Amerikaner zuerst. Sie errichteten Flugfelder und Abwehrbunker auf den Inseln Funafuti, Nukufetau und Nanumea. Alle drei Inseln wurden von den Japanern bombardiert, allerdings ohne größere Schäden. Nach Kriegsende bildeten die Briten mit Tuvalu und den von den Japanern eroberten Inseln Kiribatis erneut die Kolonie Gilbert and Ellice Islands.
In den 1950er-Jahren wurde Niulakita nach Tuvalu eingegliedert.
Unter britischer Verwaltung wurde am 1. Januar 1967 das aktive und passive Frauenwahlrecht eingeführt. Bei der Unabhängigkeit 1978 wurde dieses Recht bestätigt.
1974 planten die Briten die Entlassung der Kolonie in die Unabhängigkeit mit der Installierung einer eigenen Regierung. Doch bald darauf drängten die Tuvaluer auf Selbständigkeit, um nicht unter kiribatischer Verwaltung zu landen. Die Briten veranlassten einen Volksentscheid, wobei 92 % der Tuvaluer dafür stimmten, dass die Tuvaluinseln einen eigenen Staat bilden sollen.
Am 1. Oktober 1978 wurden die einstigen Elliceinseln unter der neuen Bezeichnung Tuvalu ein souveräner Staat mit einer parlamentarischen Monarchie und gleichzeitig Mitglied des Commonwealth of Nations, die Gilbertinseln folgten ein Jahr später und wurden 1979 im Zusammenschluss mit weiteren Inseln zum unabhängigen Inselstaat Kiribati.
Tuvalu trat im Jahr 2000 den Vereinten Nationen bei.

### Klimawandel und Emigration
Anfang 2006 schlug angesichts des Anstiegs des Meeresspiegels der aus Tuvalu stammende Wissenschaftler Don Kennedy vor, die Gesamtbevölkerung auf die Fidschi-Insel Kioa umzusiedeln. Die Kosten sollten die Industriestaaten als Verursacher der Klimaerwärmung übernehmen: „Wenn die Kultur unseres Inselstaates weiterleben soll, müssen die 9000 Tuvaluer gemeinsam nach Kioa umziehen“. Tuvalu ist Mitglied im Climate Vulnerable Forum, einem Forum von Ländern, die besonders vom Klimawandel betroffen sind. Tuvalus Premierminister Maatia Toafa sowie alle politischen Gruppierungen Tuvalus übten Kritik: Die Evakuierung habe derzeit eine niedrige Priorität, da in den nächsten 30 Jahren kein Untergang zu erwarten sei. Des Weiteren präferierte Toafa einen Landerwerb in Neuseeland oder Australien und keine Umsiedlung auf eine Insel ohne ausreichende Infrastruktur.
Am 10. November 2023 unterzeichneten Tuvalus Premierminister Kausea Natano und sein australischer Amtskollege Anthony Albanese während des pazifischen Regionalforums Pacific Islands Forum (PIF) auf den Cookinseln eine Vereinbarung, nach der ab dem Jahr 2025 jährlich 280 Tuvaluer – von 10.500 Einwohnern – übersiedeln dürfen, um in Australien zu arbeiten, zu studieren und zu leben. Sie sollen auch die australische Staatsbürgerschaft erhalten. Hierfür wurde eine neue Visakategorie, eine Art „Klimaasyl“, geschaffen. Auf der Basis dieses auch als Falepili-Union bezeichneten Kooperationsabkommens konnten seit Anfang Juni 2025 Anträge auf Erteilung eines Visums gestellt werden. Dies taten Stand Juli 2025 – 8750 Anträge bis zum Annahmeschluss – mehr als 80 % der Bevölkerung. Die Visa werden nach einem geheimen Lotterieverfahren vergeben.
Hintergrund ist, dass durch den Klimawandel in den nächsten Jahrzehnten ein wesentlicher Landverlust erwartet wird und Australien einer der weltweit größten Förderer und Exporteure klimaschädigender Kohle ist. Politische Kommentatoren bewerteten diesen Schritt auch als Reaktion Australiens und der USA auf die wachsende Expansion Chinas im Pazifik.

## Politik
Das politische System Tuvalus basiert auf dem britischen Westminster-System. Tuvalu ist eine parlamentarische Monarchie. Staatsoberhaupt ist der britische Monarch, derzeit König Charles III. Er führt den Titel Charles the Third, by the Grace of God King of Tuvalu and of His other Realms and Territories, Head of the Commonwealth (Karl der Dritte, durch die Gnade Gottes König von Tuvalu und Seiner anderen Reiche und Gebiete, Oberhaupt des Commonwealth). Ein Generalgouverneur vertritt den Monarchen auf den Inseln, der allerdings nur repräsentative Aufgaben innehat. Tofiga Vaevalu Falani nimmt seit seiner Ernennung durch Königin Elisabeth am 28. September 2021 diese Aufgabe wahr. Der Generalgouverneur wird auf Empfehlung des Premierministers ernannt.

### Legislative
Das Parlament (Fale i Fono) hat 16 Sitze. Jede Insel stellt jeweils zwei Mitglieder. Das Parlament wird spätestens alle vier Jahre direkt vom Volk neu gewählt. Jeder Bürger über 18 Jahren ist wahlberechtigt. Politische Parteien existieren in Tuvalu nicht; stattdessen spielen Sippenverbände eine entsprechende Rolle.
Beim Referendum zur Monarchie in Tuvalu 2008 sprachen sich fast zwei Drittel der teilnehmenden Wähler für die Beibehaltung der Monarchie aus, wobei die Wahlbeteiligung bei lediglich gut 20 Prozent lag.

### Judikative
Es gibt auf Tuvalu acht Insel- und Land-Gerichtshöfe. Deren Berufungsgericht ist das Magistratsgericht, das selbst v. a. für Zivilsachen zuständig ist. Über diesen steht der Oberste Gerichtshof, der für alle Rechtsbereiche zuständig ist. Die Berufungsinstanz hierfür ist das Oberste Berufungsgericht. Berufung gegen dessen Urteile kann in London beim Hof des britischen Königs eingelegt werden.

### Exekutive
Regierungschef ist der Premierminister, der die Richtlinien der Politik vorgibt. Er wird von einem Einkammerparlament gewählt. Aus den Parlamentswahlen vom 14. August 2006 ging eine Regierung unter Apisai Ielemia hervor, der am 29. September 2010 durch Maatia Toafa ersetzt wurde. Nach einem Misstrauensvotum seines bisherigen Außenministers Willy Telavi übernahm dieser am 24. Dezember 2010 selbst die Regierungsverantwortung. Am 1. August 2013 wurde er vom Generalgouverneur entlassen, am 5. August 2013 folgte ihm Enele Sopoaga. Das aus höchstens fünf Parlamentariern bestehende Ministerkabinett wird auf Vorschlag des Premierministers vom Generalgouverneur ernannt. Am 19. September 2019 übernahm Kausea Natano das Amt. Nach der Parlamentswahl am 26. Januar 2024 wurde Feleti Teo zum Premierminister gewählt.

### Verwaltungsgliederung

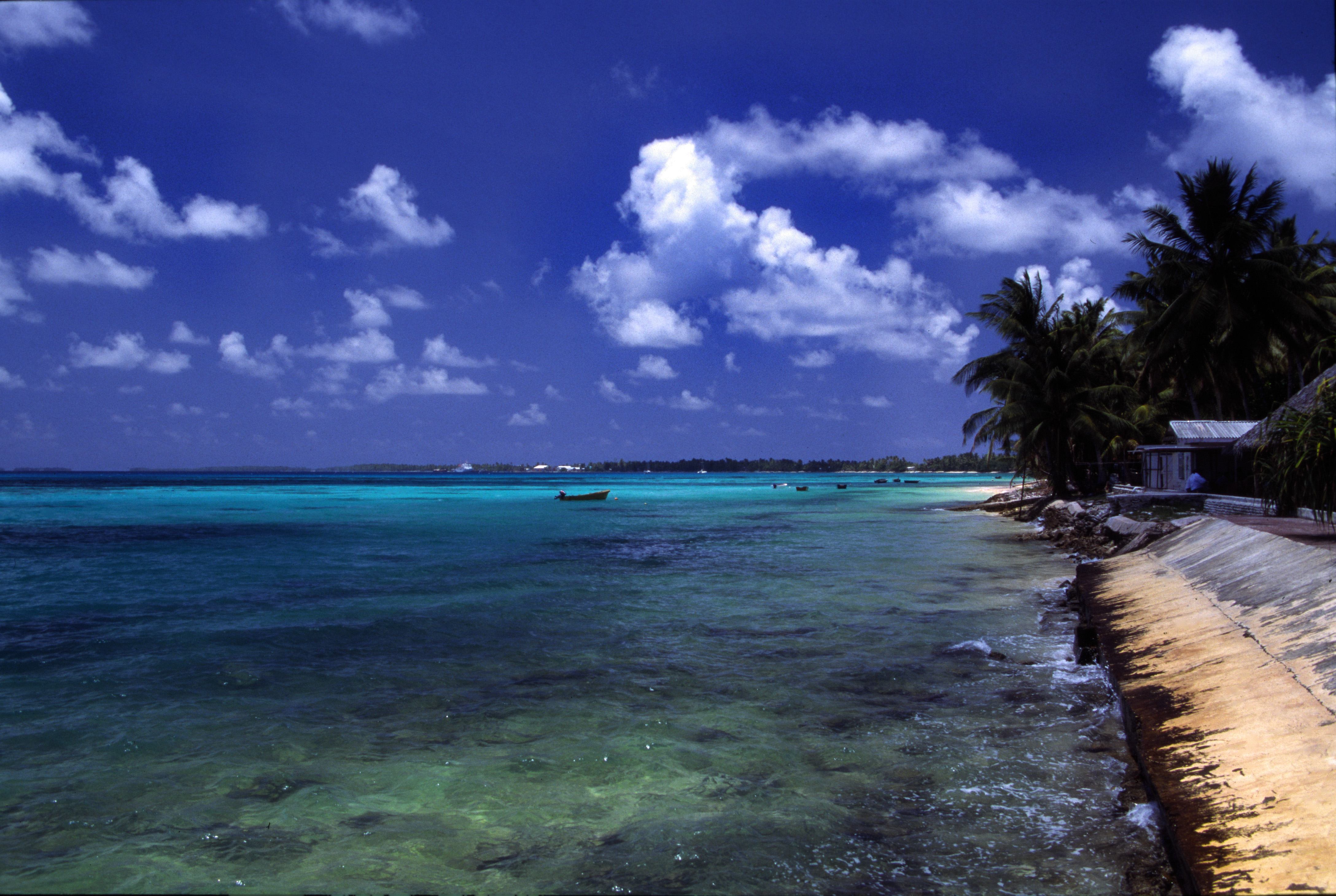
Pazifik bei Funafuti

Tuvalu besteht aus sechs Atollen und drei Inseln. Tuvalu bedeutet „Acht Inseln“, weil ursprünglich nur acht Inseln bewohnt waren. Die neunte (und südlichste) Insel, Niulakita, wurde erst 1949 mit Einwohnern der übervölkerten Insel Niutao besiedelt, bildet mit dieser aber weiterhin eine gemeinsame Verwaltungseinheit.
Größter Ort Tuvalus ist die Hauptstadt Funafuti.

### Staatshaushalt
Der Staatshaushalt umfasste für das Fiskaljahr 2021 Einnahmen sowie Ausgaben von umgerechnet rund 78 Millionen US-Dollar bzw. 108,1 Millionen Australische Dollar. Mehrere Millionen US-Dollar trägt der Tuvalu Trust Fund, ein von Australien, Neuseeland und dem Vereinigten Königreich eingerichteter und von Japan und Südkorea unterstützter Fonds zum Staatshaushalt bei. 2006 waren dies neun Millionen US-Dollar.
2020 betrug der Anteil der Staatsausgaben (in % des BIP) folgender Bereiche:
- Gesundheit: 21,5 %
- Bildung: unbekannt
- Militär: 0 % (Tuvalu unterhält kein Militär)

### Außenpolitik
Tuvalu ist Mitglied der folgenden internationalen Organisationen: ACP, AOSIS, AsEB, Commonwealth of Nations, ESCAP, ICAO, ITU, IWF, OPCW, PIF, Sparteca, SPC, UNESCO, UPU, Vereinte Nationen, WHO, WTO
Tuvalu ist kein Mitglied von militärischen Bündnissen. Es verfügt über keine eigenen Streitkräfte. Eine Überwachung der Hoheitsgewässer und der exklusiven maritimen Wirtschaftszone erfolgt durch gelegentliche Aufklärungsflüge der neuseeländischen Luftwaffe (ohne vertragliche Grundlage) und durch ein von Australien geliefertes Patrouillenboot.

## Wirtschaft

### Wirtschaftliche Situation
Die tuvaluische Wirtschaft ist wenig entwickelt. Das Bruttoinlandsprodukt (BIP) lag 2013 bei 38,3 Millionen US-Dollar. Das jährliche Wirtschaftswachstum beträgt (Stand 2013) etwa ein Prozent. Der Dienstleistungssektor trägt 69,11 Prozent zum BIP bei, die Industrie 8,73 Prozent und die Landwirtschaft 22,16 Prozent (alle Stand 2013). Wichtigste Wirtschaftszweige sind Fischfang, Tourismus und der Export.
| Parameter                | Primärer Sektor (Urproduktion) | Sekundärer Sektor (Verarbeitendes Gewerbe) | Tertiärer Sektor (Dienstleistungen) | Gesamt           | Bezugsjahr | Quelle |
| ------------------------ | ------------------------------ | ------------------------------------------ | ----------------------------------- | ---------------- | ---------- | ------ |
| Anteil am BIP            |                                |                                            |                                     | 54.182.000 (USD) | 2019       | [ 37 ] |
| Anteil an Erwerbstätigen |                                |                                            |                                     |                  |            |        |

### Primärer Sektor: Fischerei
42 % der Bevölkerung ist auf verschiedene Weise in der Fischerei beschäftigt: kommerzielle und Selbstversorgungs-Küstenfischerei, lokale und ausländische Hochseefischerei, Süßwasserfischerei und Aquakultur machten 2007 einen Umsatz von 43.773.582 US-Dollar.

### Tertiärer Sektor

#### Handel
Tuvalu zählt mit einem Exportvolumen von 600.000 US-Dollar (Stand 2013) zu den kleinsten Exportnationen der Erde. Dem Export von Kopra und Kokosnüssen stehen Importe, vor allem Treibstoff, Nahrungsmittel und Maschinen, in Höhe von 20 Millionen US-Dollar gegenüber (Stand 2013).

#### Verkehr
Seit 2002 verfügt Tuvalu über 8 Kilometer asphaltierte Straßen und ist damit das Land mit den wenigsten Straßenkilometern der Welt. Die restlichen Verkehrswege sind nicht asphaltiert. Die Verbindung zwischen den einzelnen Atollen wird durch einen Fährbetrieb sichergestellt.
Der Flughafen Funafuti wird von den Fidschi-Inseln aus regelmäßig angeflogen.
Die Handelsmarine Tuvalus verfügt über knapp 50 Schiffe mit mehr als eintausend Bruttoregistertonnen, darunter Tank-, Fracht- und Containerschiffe. Der Großteil der Schiffe fährt dabei zwar unter tuvaluischer Flagge, hat aber ausländische Eigner.

#### Informations- und Telekommunikationswirtschaft
Internationale Bekanntheit erreichte Tuvalu durch den Umstand, dass die Internationale Organisation für Normung dem Inselstaat das Länderkennzeichen .tv zugewiesen hat, das auch als Top-Level-Domain (TLD) verwendet wird. Der Verkauf dieser TLD-Rechte an den Internet-Dienstleister DotTV brachte dem Inselstaat, neben weltweiten Schlagzeilen, auch eine dringend benötigte Einnahmequelle. Das Unternehmen verpflichtete sich zur Zahlung von 50 Millionen US-Dollar, zahlbar in jährlichen Raten von 5 Millionen US-Dollar. Tuvalu würdigte den Domainverkauf mit einer eigenen Briefmarke. Tuvalus Regierung beschaffte von dem Geld IT-Infrastruktur für die wichtigsten staatlichen Einrichtungen und entrichtete die Aufnahmegebühr für die Vereinten Nationen. Die Top-Level-Domain von Tuvalu, .tv, wird häufig für Internetpräsenzen von Fernsehsendern verwendet (siehe auch Zweckentfremdungen von Top-Level-Domains).

#### Tourismus
Tuvalu wurde 2011 von 1232 Touristen besucht. Tuvalu zählt damit zu den am wenigsten besuchten unabhängigen Staaten der Erde.
Neben dem Philatelie-Büro in Funafuti zählt die Funafuti Conservation Area (ein Meeresschutzgebiet) zu den beliebtesten touristischen Zielen. In ganz Tuvalu gibt es sechs Hotels.

#### Bildungswesen
Neben zahlreichen Grund- und weiterführenden Schulen betreibt Tuvalu zusammen mit elf anderen pazifischen Staaten die University of the South Pacific (USP). Die Universität verteilt sich auf verschiedene Standorte im Südpazifik. Der Campus in Tuvalu befindet sich in der Hauptstadt Funafuti.

#### Medienwirtschaft
Das Tuvalu Media Department (TMD) (von 2006 bis 2008 Tuvalu Media Corporation (TMC)) sendet auf einer AM-Frequenz den Hörfunksender Radio Tuvalu aus. Der Sender verfügt seit 2011 auch über ein UKW-Studio und ist auf allen neun Atollen und Inseln zu hören. Es wird täglich gesendet von 6:30 bis 8 Uhr, 11:25 bis 13 Uhr und 18:25 bis 22 Uhr; in den übrigen Zeiten wird die britische BBC eingespeist. Sendungen werden auf Englisch oder Tuvaluisch ausgestrahlt.
Die einzige Zeitung des Landes, Sikuleo o Tuvalu – Tuvalu Echo (ehemals Tuvalu Echoes), wurde 2012 eingestellt.
Derzeit (Stand 2013) ist der Empfang von Fernsehen nur noch eingeschränkt über sky Pacific möglich.
TMD ist Mitglied der Pacific Islands News Association.

## Kultur

### Musik und Kunst
Die Musik von Tuvalu ist seit der zweiten Hälfte des 19. Jahrhunderts durch Musikstile von Samoa und durch westliche Missionare geprägt, die europäische Volkslieder und mehrstimmige Kirchenchoräle einführten.
Der heute beliebteste Tanzstil heißt fatele.
Die tuvaluische Kunst ist ebenfalls durch die der umliegenden pazifischen Inseln der polynesischen Kultur wie auch durch europäischen Techniken beeinflusst. Wie bei ähnlichen Kulturen aus dem pazifischen Raum haben die Kunstwerke der tuvaluischen Kunst meist gleichzeitig auch einen praktischen Nutzen, beispielsweise im Handwerk des sogenannten kolose, der tuvaluischen Häkelkunst. Eine Vertreterin der kolose ist Lakiloko Keakea.

### Sport
Kilikiti ist eine traditionelle Sportart Tuvalus und dem Cricket ähnlich. Te ano („der Ball“) ist eine beliebte Sportart, die eigens in Tuvalu ausgeübt wird und mit zwei runden Bällen mit einem Durchmesser von 12 cm gespielt wird. Te ano ist ein traditioneller Sport und ähnlich dem Volleyball, bei dem zwei Bälle aus Pandanus-Blättern mit hoher Geschwindigkeit geschlagen werden und die Teams verhindern, dass der Ball den Boden berührt. Andere beliebte Sportarten sind Fußball, Futsal, Volleyball, Handball, Basketball und Rugby Union.